# Ejército Popular de la República
El Ejército Popular de la República  (EPR), también denominado como Ejército Republicano o Ejército Popular, fue la denominación adoptada por el ejército de tierra de la Segunda República Española tras la reorganización emprendida por sus autoridades y la disolución de las milicias de voluntarios surgidas en los primeros meses de la guerra civil española.

## Orígenes
En octubre de 1936, el gobierno republicano procedió a reorganizar sus fuerzas armadas sobre la base de las unidades y cuadros militares que habían permanecido leales, al tiempo que refundía las milicias en unidades regulares del nuevo ejército. El golpe militar de julio de 1936 descompuso la estructura organizativa del Ejército español, que resultó fragmentado en función de las lealtades establecidas en cada unidad en favor de la sublevación o de la fidelidad a la legalidad vigente. El fracaso del plan de sublevación, el colapso de la autoridad y la falta de acuerdo de las breves negociaciones fueron algunos factores que favorecieron la deriva del conflicto hacia una guerra abierta. 
Según el historiador Francisco Alía Miranda, tras el golpe el reparto de generales, jefes, oficiales y cadetes entre los dos bandos fue de 8.929 situados en la zona republicana y 9.294 en la zona rebelde, y en cuanto al reparto de los efectivos 116.501 quedaron en la zona republicana y 140.604 en la zona rebelde, incluyendo a los 47.127 militares que integraban el Ejército de África, la unidad militar española más preparada y con mayor experiencia de combate, lo que hace que el balance de fuerzas sea favorable en este punto a los sublevados. Otro elemento favorable a los sublevados fue que mientras los generales y altos mandos se mantuvieron mayoritariamente leales a la República, los jefes y oficiales intermedios se sumaron en buena parte a la sublevación y además si se considera la evolución durante la guerra el dato también es muy favorable para los sublevados, pues mientras durante ese tiempo la plantilla de jefe y oficiales del bando rebelde fue creciendo hasta alcanzar los 14.104 efectivos el 1 de abril de 1939, la del bando republicano fue disminuyendo hasta quedar reducida a 4.771, debido fundamentalmente al pase al bando rival de muchos jefes y oficiales en el transcurso de la guerra. Como ha señalado el historiador citado, hay que tener presente que la mayoría de los 18.000 oficiales que había en España en julio de 1936 aplaudieron el golpe, ya que predominaba entre ellos una mentalidad conservadora, corporativa y militarista. Pero hay otro factor que explica la disminución del número de jefes y oficiales en la zona republicana y fue que más de la mitad de los que quedaron en esa zona tras el golpe rehusaron obedecer a las autoridades republicanas, algo que no sucedió en el bando sublevado. Así que mientras que en el bando sublevado solo 258 militares fueron fusilados o expulsados del Ejército, en el bando republicano fueron expulsados 4.450, de los cuales 1.729 fueron fusilados. E incluso en este bando a muchos oficiales no se les concedió el mando de tropa por desconfiar de ellos y solo ocuparon puestos burocráticos.
El gobierno presidido por José Giral intentó crear un Ejército de voluntarios sobre la base de las unidades leales y con mandos profesionales, pero la realidad de su atomización y la urgencia de las operaciones, así como la formación de milicias populares armadas por partidos y organizaciones sindicales dificultó el proyecto. En el Ministerio de la Guerra se formó la Inspección General de Milicias que intentó impulsar el proyecto y, en todo caso, dar cuerpo a las unidades de milicias que se creaban continuamente, coordinarlas y avituallarlas correctamente. Esta tarea fue encomendada al coronel de artillería Juan Hernández Saravia y a un equipo de oficiales profesionales, como Luis Barceló, Antonio Cordón y José Martín-Blázquez entre otros. Al producirse el cese del General Castelló, el coronel Hernández Sarabia pasó a ser el nuevo Ministro de la Guerra. En agosto de 1936, el apoyo militar del Tercer Reich alemán y de la Italia fascista al bando sublevado permitió romper el bloqueo del Estrecho de Gibraltar que mantenían las fuerzas navales fieles al Gobierno republicano.
La Armada Republicana estuvo obligada a operar con base en Málaga y Cartagena sin poder repostar en Gibraltar o Tánger ni impedir el puente aéreo que permitió el desplazamiento de las unidades sublevadas del Ejército de África a la península. Estas unidades, formadas en parte por soldados profesionales y agrupadas en unidades de combate curtidas, como la Legión Española y las Fuerzas de Regulares indígenas, bajo el mando de oficiales sublevados, derrotaron a los grupos de soldados, milicianos y paisanos que encontraron a su paso y avanzaron hacia Madrid. La toma de Talavera a finales de agosto de 1936 abrió el camino de la capital e hizo ver al Gobierno republicano que el peligro de una derrota militar era real y que el sistema de milicias no era operativo para oponerse a las unidades militares sublevadas. Las derrotas militares sufridas en agosto ante el Ejército de África crearon una crisis de gobierno. Se formó un gobierno de unidad sobre la base de todas las fuerzas democráticas representadas en las Cortes y con presencia de las organizaciones sindicales (CNT y UGT), que estaban constituyendo la base misma del nuevo ejército popular. Francisco Largo Caballero, nuevo presidente del gobierno, asumió la tarea de defender a la República Española y derrotar a los rebeldes, y llamó a su gabinete de amplia base parlamentaria y ciudadana Gobierno de la Victoria.

## Historia

### Octubre de 1936: Primera organización
La formación del Ejército Popular Regular (EPR) fue la primera de las tareas emprendidas por el nuevo Gobierno de la Victoria, compuesto por todos los partidos del Frente Popular y los sindicatos CNT y UGT. La reestructuración comenzó por el propio Ministerio de Guerra, que desapareció y dio paso al Ministerio de la Defensa Nacional, cartera asumida por el propio presidente. El 16 de octubre de 1936 se publicó en la Gaceta de Madrid la orden del día anterior por la que el ministro de la Guerra, Largo Caballero, asumía el mando de todas las fuerzas armadas y organizadas como Jefe superior de las mismas. Dicha orden, cuyo párrafo 5.º contemplaba también la unificación e integración de las milicias en el Ejército regular, se considera el inicio del proceso de creación del nuevo Ejército Popular; proceso que, en un sentido jurídico, se completaría en febrero de 1937.
Las milicias del Ejército habían estado organizadas hasta entonces a voluntad de sindicatos y partidos políticos, principalmente por la coalición del Frente Popular (véanse las Milicias Antifascistas Obreras y Campesinas de inspiración comunista o las Milicias Confederales anarquistas) y sin coordinación eficaz entre sí. En un principio se había asalariado a todo miliciano con diez pesetas mensuales, pero el Gobierno seguía sin tener control real sobre el Ejército, desvanecido tras el inicio de la guerra.
En la misma Gaceta del 16 de octubre se creó también el Comisariado de Guerra. Los comisarios políticos tenían como misión dar moral a los soldados en todas las unidades y asegurar su cooperación con los oficiales de alto grado (en los que muchos milicianos republicanos no confiaban). El 18 de octubre de 1936 se crearían las seis primeras Brigadas Mixtas, que a la larga irían sustituyendo a las columnas y a las milicias: La 1.ª, dirigida por el coronel comunista Enrique Líster; la 2.ª, por Jesús Martínez de Aragón; la 3.ª, por José María Galán; la 4.ª, por Eutiquiano Arellano; la 5.ª, por Fernando Sabio; y la 6.ª, por Miguel Gallo Martínez. También se organizarían las XI y XII Brigadas Internacionales con los combatientes voluntarios de todo el mundo entrenados en Albacete. Pronto se organizarían más brigadas que encuadrarían a unos 35.000 combatientes a principios de noviembre.
Hasta el 30 de octubre no se movilizaría a toda la población masculina de 20 a 45 años al Ejército. La llegada de tanques y aviones soviéticos financiados por la venta del llamado oro de la República sirvió para abastecer de armas al creciente Ejército republicano. Aun así sería fácil encontrar a chicos de hasta 16 años en el frente afiliados a las Juventudes Socialistas Unificadas.
Pero durante los combates en la Sierra de Guadarrama y el avance franquista serían las milicias las que contendrían al invasor mientras se fraguaban las Brigadas Mixtas y el Ejército Popular. La 1.ª y 3.ª Brigada Mixta entrarían en combate precipitadamente en la batalla de Madrid, donde partidos y sindicatos movilizaron a todos sus miembros a alistarse al ejército (formándose batallones de milicianos, como peluqueros o ferroviarios, que nunca habían tocado un fusil antes y que debido a la escasez de armas tendrían que esperar frecuentemente a la caída de un compañero para coger un arma). Aunque ya se hubiese pensado en un mando único y una regularización del ejército, por esta época aún habría una mezcla de estas Brigadas Mixtas "entrenadas" y batallones de combatientes recién alistados sin experiencia, muchos de ellos formados por milicianos del comienzo de la guerra.

### Transcurso de la guerra

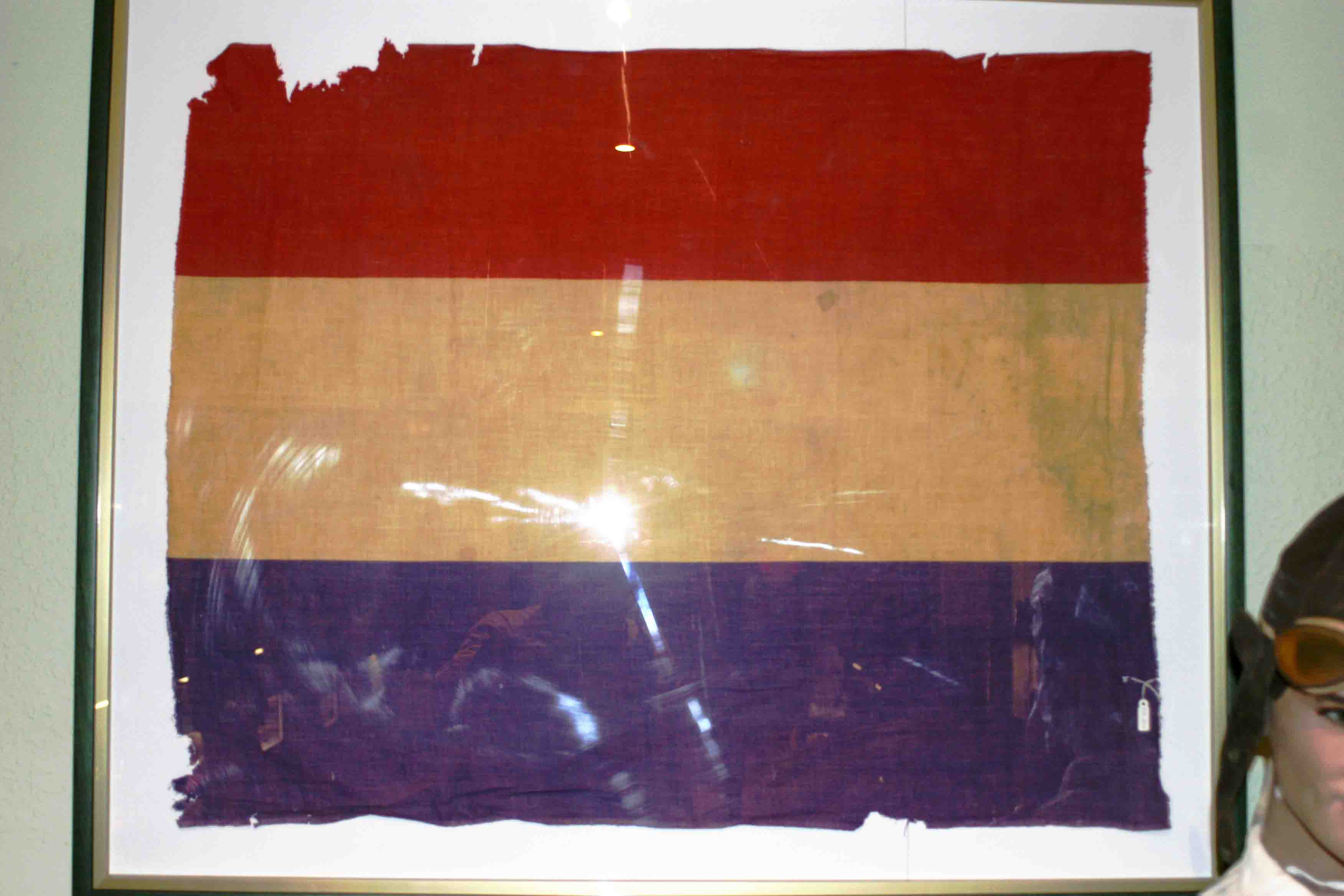
Bandera utilizada por el Ejército Popular Republicano durante la Batalla del Ebro.

Durante los primeros meses de lucha en 1936, y en muchos casos incluso en fases más avanzadas del conflicto, los soldados no recibían ropa ni armas o municiones suficientes o de buena calidad. Sólo la comida y el sueldo (que podían cobrar las familias de los combatientes en las ciudades) estaban casi asegurados. 
Hasta 1937 no se completó la reorganización de las fuerzas republicanas, agrupando unidades armadas, como las Milicias Antifascistas Obreras y Campesinas (MAOC), las milicias de las Juventudes Socialistas Unificadas, el Quinto Regimiento (de filiación comunista) y los milicianos de origen anarquista y comunista, unificándolas en un solo conjunto, militarizando a cada grupo de voluntarios e instaurando una organización y disciplina castrense. En frentes como los de Aragón, los anarquistas se resistieron en un principio a la militarización en tanto ello implicaba abandonar el modelo de las milicias de la CNT y a encuadrarse bajo un poder único. 
En la Batalla del Ebro el ejército republicano alcanzaría su máxima organización y su máxima operatividad (llegando a movilizar a la "quinta del biberón", la generación de soldados con 18 años de edad). Luego las brigadas internacionales se retirarían, por orden de Juan Negrín, y los franquistas frenarían la ofensiva del Ebro. El Ejército Popular se disolvió en torno a finales de marzo de 1939 y sus miembros entregaron las armas a soldados franquistas, siendo muchos de ellos apresados y fusilados (sobre todo los oficiales profesionales y los voluntarios). Otros formarían la resistencia antifranquista en las montañas de Toledo, Ciudad Real y los Pirineos, activa hasta los años 50, cuando acabaría desapareciendo.

## Estructura orgánica
La organización del ejército se basó al principio mismo de su creación en las Brigadas Mixtas: Estas se componían de cuatro batallones (las cuales en un primer momento solían organizarse según sindicatos y partidos políticos ); A su vez, cada batallón estaba formado por varias compañías. Las Brigadas Mixtas no solían exceder el número de 3000 combatientes y conforme avanzase la guerra se organizarían en regimientos, divisiones, cuerpos de ejército y Ejércitos de campo. 
Por otro lado, muchos de los combatientes voluntarios extranjeros se encuadrarían en Brigadas internacionales bajo bandera republicana y estrella roja de tres puntas.

### Mayo de 1937

Reproducción de la bandera de la 44ª división del Ejército Popular que se conserva en el Museo de la Guerra Civil en Tabar (Navarra). Esta unidad fue creada en mayo de 1937 y combatió en los frentes de Belchite, Aragón, Ebro, donde estuvo integrada en el XII Cuerpo de Ejército comandado por el teniente coronel Etelvino Vega, y la campaña de Cataluña.

Alrededor de mayo de 1937 el Ejército Popular se encontraba dividido en varios ejércitos a lo largo del territorio que todavía controlaba:
- Ejército del Centro: El más disciplinado, mejor armado y preparado de cuantos se disponía en aquel momento, pues estaba recién salido de las batallas en torno a Madrid y a él había ido a parar la mayor parte de equipo y refuerzos. Las mejores unidades de la República se encontraban integradas en este Ejército.

- Ejército del Sur: Se encontraba a lo largo de los frentes andaluz y extremeño y su organización destacaba por importantes carencias en calidad de tropas y mandos así como de equipamiento. Tras el desastre de Málaga, lo secundario y apartado de estos frentes le concederán un respiro durante el resto de la guerra. Su número rondaba los 60.000 hombres.

- Ejército de Levante: Bajo cuya jurisdicción se encontraba la línea del frente que iba desde el sur del Ebro hasta el límite de las provincias de Teruel y Guadalajara.

- Ejército del Este: Se encontraba a lo largo y ancho del frente de Aragón y en aquel momento no era más que un ejército sobre el papel si bien se mantenían numerosas columnas y unidades de anarquistas de la CNT-FAI, nacionalistas catalanes o los comunistas del PSUC y el POUM. Disfrutaban de una superioridad de 80.000 hombres frente a 30.000 que alineaban los sublevados pero la permanencia de milicias y columnas impedía un funcionamiento eficaz.

- Ejército del Norte: Es difícil afirmar que existiera un ejército como tal en el norte ya que, en realidad, agrupaba al Euzko Gudarostea y a los llamados Ejército de Asturias y Ejército de Cantabria. Entre ellos la colaboración era nula y, para colmo, muchas veces se producían enfrentamientos entre los batallones anarquistas y socialistas, por un lado, y los batallones del PNV por otro.[cita requerida] A pesar de disponer de un alto número de efectivos, su calidad y equipamiento eran mínimos o brillaban por su ausencia.

Posteriormente fue creado el Ejército de Maniobra, agrupación de fuerzas republicanas que se encargaría de llevar a cabo las ofensivas planeadas por el Estado Mayor central. Era un ejército móvil y no se encontraba a cargo de ningún frente. Agrupaba las fuerzas republicanas más fiables y curtidas en el combate, como el V Cuerpo de Ejército de Juan Guilloto León "Modesto".

### Julio-agosto de 1938
Tras la división en dos de la zona republicana, la estructura del Ejército se reorganizó en torno a dos grandes agrupaciones:
- Grupo de Ejércitos de la Región Central (GERC), en el que quedaron integrados los Ejércitos de Levante, Maniobra, Centro, Extremadura y Andalucía. Estaba bajo el mando del general José Miaja.

- Grupo de Ejércitos de la Región Oriental (GERO), situado en la región catalana y en el cual quedaron integrados el Ejército del Este y el nuevo Ejército del Ebro. Estaba bajo el mando del general Juan Hernández Saravia.

## Divisas

### Oficiales
| España (1936-1939)                                                              |  |         |                  |                    |         |          |         |
| General. Desde octubre de 1938, General de brigada, división y Teniente general |  | Coronel | Teniente coronel | Comandante o mayor | Capitán | Teniente | Alférez |

### Suboficiales y tropa
| España (1936-1939) |          |      |         |
| Brigada            | Sargento | Cabo | Soldado |

### Comisarios políticos
| España (1936-1939) |                                   |                     |                      |                       |                       |                               |
| Comisario General  | Subcomisario y secretario general | Comisario inspector | Comisario de Brigada | Comisario de Batallón | Comisario de Compañía | Delegado Político de Compañía |

### Divisas de mando
Se utilizaban una especie de estrellas con tres picos, para asignar el mando de unidades superiores al regimiento, a empleos que en muchas ocasiones estaban por debajo de general. Usaban de una a cuatro según la categoría de la unidad a mandar (brigada, división, cuerpo, ejército).
Ejemplos: 
| España (1936-1939)      |                          |                                   |                                             |
| General jefe de Brigada | Coronel jefe de ejército | Teniente coronel jefe de división | Comandante/mayor jefe de Cuerpo de ejército |